# Курінь (зупинний пункт)
Ку́рінь — залізничний зупинний пункт Полтавської дирекції Південної залізниці.
Розташований у селі Курінь Бахмацького району Чернігівської області на лінії Бахмач-Пасажирський — Лохвиця між станціями Бахмач-Пасажирський (11 км) та Григорівка (8 км). Курінь є передатним зупинним пунктом між Південною та Південно-Західною залізницями.
Станом на лютий 2020 року щодня дві пари дизель-потягів прямують за напрямком Бахмач-Пасажирський — Ромодан.